# Morskie Oko
Morskie Oko (în traducere din poloneză, Ochiul Mării; denumit și Lacul cu pește, în poloneză Rybim Jeziorem) este un lac glaciar aflat la o altitudine de 1393 metri pe versantul nordic, polonez, al munților Tatra. Numele său misterios este legat de vechea legenda a goralilor din Podhale, potrivit căreia lacul ar fi legat de Marea Adriatică. Suprafața lacului se ridică la 34,54 ha iar adâncimea maximă este de 50,8 metri.

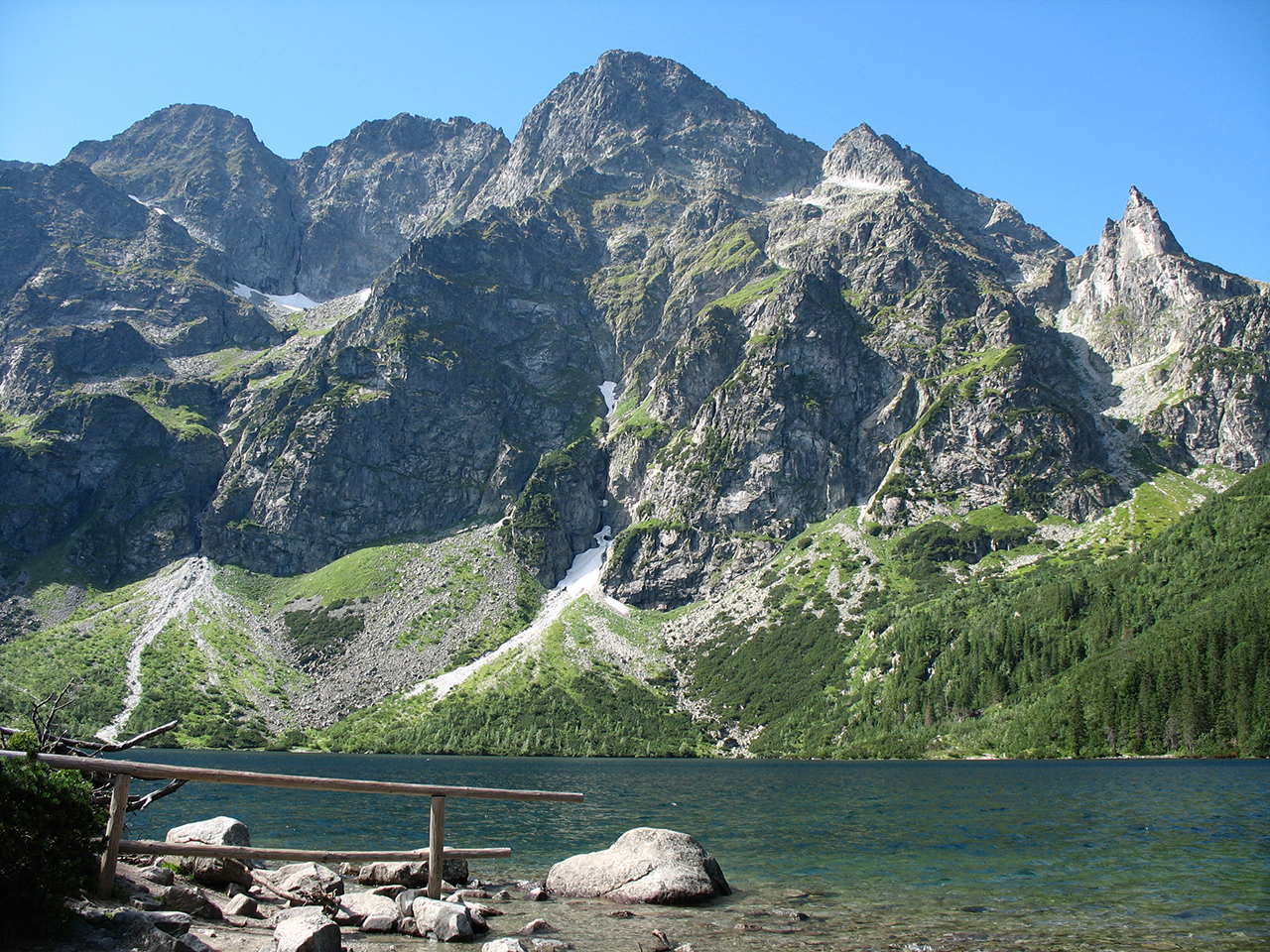

Fiind situat într-un cadru pitoresc, sub cele 3 vârfuri Mięguszowiecki din granit, care se înalță la peste 2400 metri altitudine, deci cu o ascensiune abruptă de circa 1000 m față de suprafața lacului, Morskie Oko constituie un exemplu excelent al unui lac de origine glaciară. Apa lui umple bazinul sculptat de ghețarii Munților Tatra în perioadele reci ale pleistocenului. După ultima eră glaciară, când toată masa de gheață s-a topit, valea s-a umplut cu apă, formând un lac oval cu lungimea de 862 de metri și lățimea de 566 de metri. 

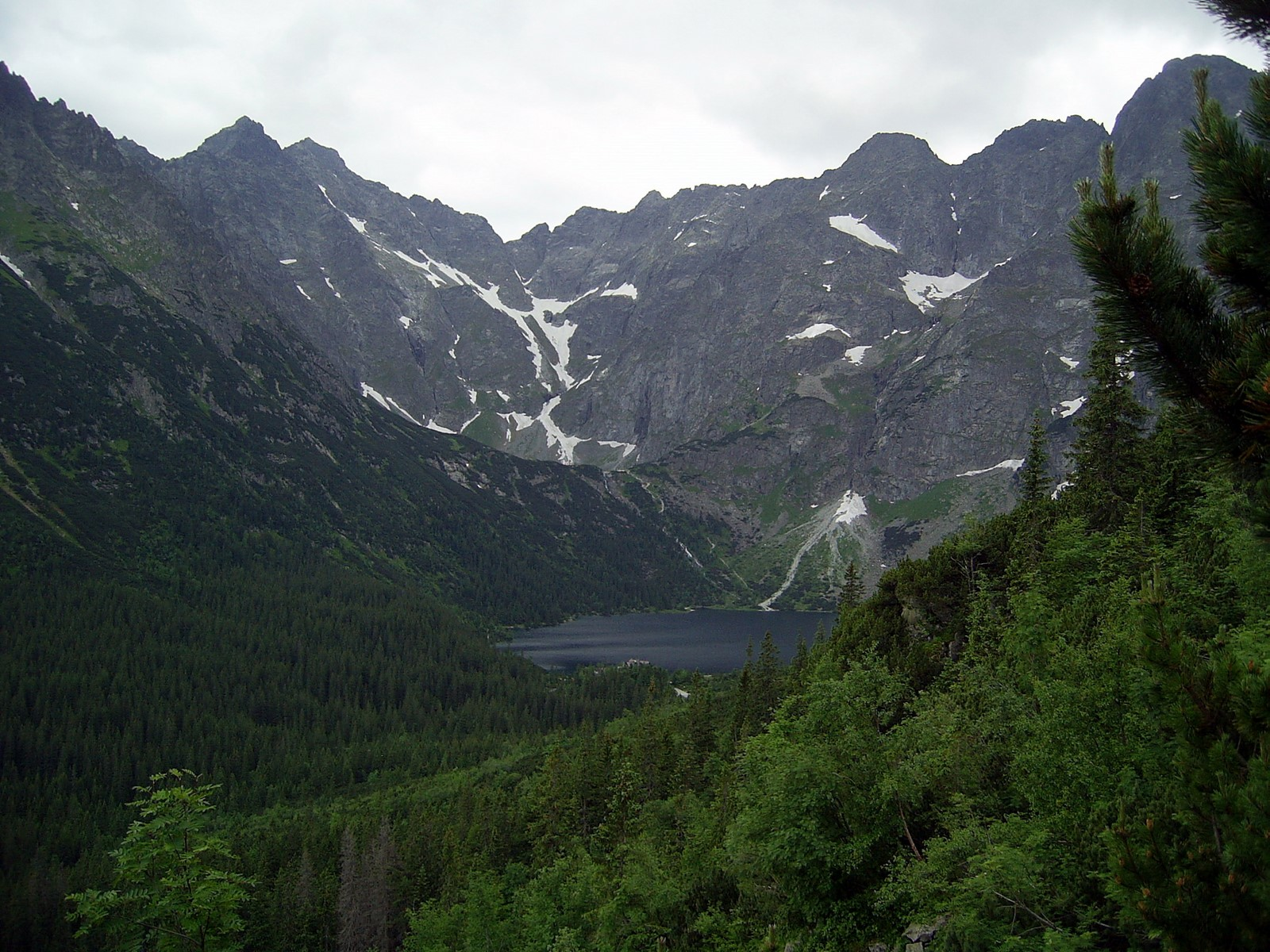

Morskie Oko este situat în partea superioară a văii Rybi Potok, cea mai pitorească zonă a Munților Tatra. În partea inferioară se separă, netezită de ghețari, stânca construită de morena principală, unde se adăpostește un punct al organizației turistice PTTK, întemeiat în 1908.
În apele oligotrofe ale lacului, precum și în pârâul ce curge din munte, Rybi Potok, trăiesc păstrăvi și lipani. Întinderea netedă a malului este împrejmuită cu molizi și zâmbri, precum și cu tufe Rowan și pini de munte. O problemă pentru conservarea caracterului unic al acestei părți a Parcului Național Tatrzański o constituie traficul turistic foarte intens.

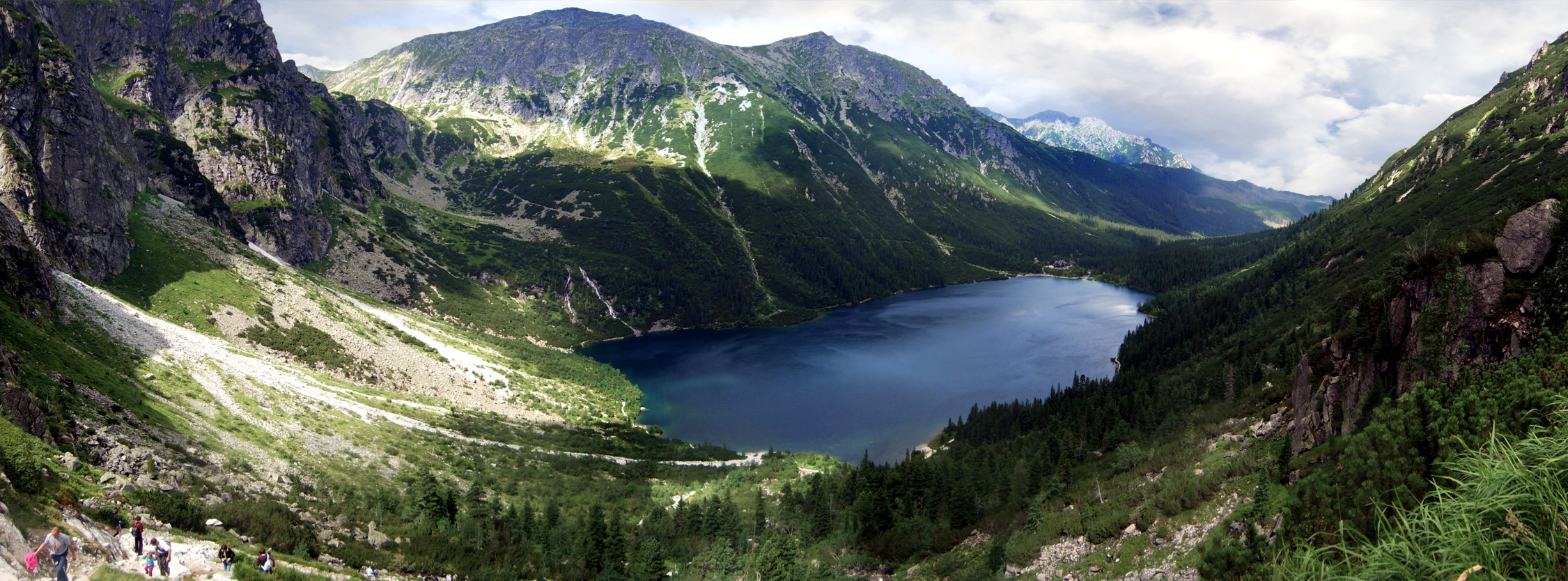